# Aspalathus confusa
Aspalathus confusa är en ärtväxtart som beskrevs av Rolf Martin Theodor Dahlgren. Aspalathus confusa ingår i släktet Aspalathus och familjen ärtväxter. Inga underarter finns listade i Catalogue of Life.